# بخش باریلوش
بخش باریلوش (به اسپانیایی: Departamento Bariloche) یک منطقهٔ مسکونی در آرژانتین است که در استان ریو نگرو، آرژانتین واقع شده‌است.